# Avgustin Vološin
Avgustin Vološin (in ucraino Августин Волошин?, Avhustyn Vološyn, in ruteno: Авґустин Волошин, in slovacco: Augustin Vološin) (Kelečyn, 17 marzo 1874 – Mosca, 19 luglio 1945) è stato un politico e presbitero ruteno, presidente dello Stato indipendente dell'Ucraina carpatica dal 15 al 16 marzo 1939.

## Biografia
Studiò alla scuola di teologia di Užhorod e all'Università di Budapest. Divenne un sacerdote della Chiesa greco-cattolica rutena e dal 1924 ebbe il titolo di Cameriere di Sua Santità. Fu professore di matematica alla scuola magistrale di Užhorod dal 1900 al 1917: in questo periodo fu autore di numerosi libri di testo, di aritmetica, logica e di grammatica della lingua rutena e della lingua russa. Nel 1918 divenne presidente del Parlamento nazionale della Rutenia subcarpatica, che nel 1919 richiese la propria federazione nell'ambito della Cecoslovacchia, che avvenne nell'autunno dello stesso anno. Nel 1925 fu eletto deputato al Parlamento cecoslovacco di Praga, come leader del Partito Cristiano Nazionale Ruteno. Nell'ottobre del 1938 divenne presidente della Regione autonoma della Subcarpazia.
Quando la Germania nazista impose lo smembramento della Cecoslovacchia, tentò di preservare l'indipendenza della Rutenia subcarpatica e divenne presidente dello Stato indipendente dell'Ucraina carpatica per poche ore il 15 marzo 1939), supportato da ciò che rimaneva dell'esercito cecoslovacco. Il 19 marzo 1939, Vološin sotto la protezione delle ultime truppe cecoslovacche si rifugiò in Romania, che era stata alleata della Cecoslovacchia. La Rutenia subcarpatica fu occupata dall'Ungheria in seguito al Primo arbitrato di Vienna. L'8 giugno fu nominato cameriere segreto soprannumerario di Sua Santità.
Vološin si rifugiò allora a Praga, trascorrendovi la guerra in modo privato. Fra l'ottobre e il novembre del 1944, l'esercito sovietico conquistò tutta la Rutenia subcarpatica e la annetté successivamente alla Repubblica socialista sovietica ucraina. Successivamente il governo comunista cecoslovacco riconobbe questa cessione territoriale. Gli abitanti della Rutenia subcarpatica divennero cittadini sovietici.
Quando l'esercito sovietico giunse a Praga nel maggio del 1945, Avgustin Vološin fu arrestato dal NKVD e condotto a Mosca. Morì nel luglio del 1945 nel carcere di Butyrka, presso Mosca. Il luogo di sepoltura è sconosciuto.

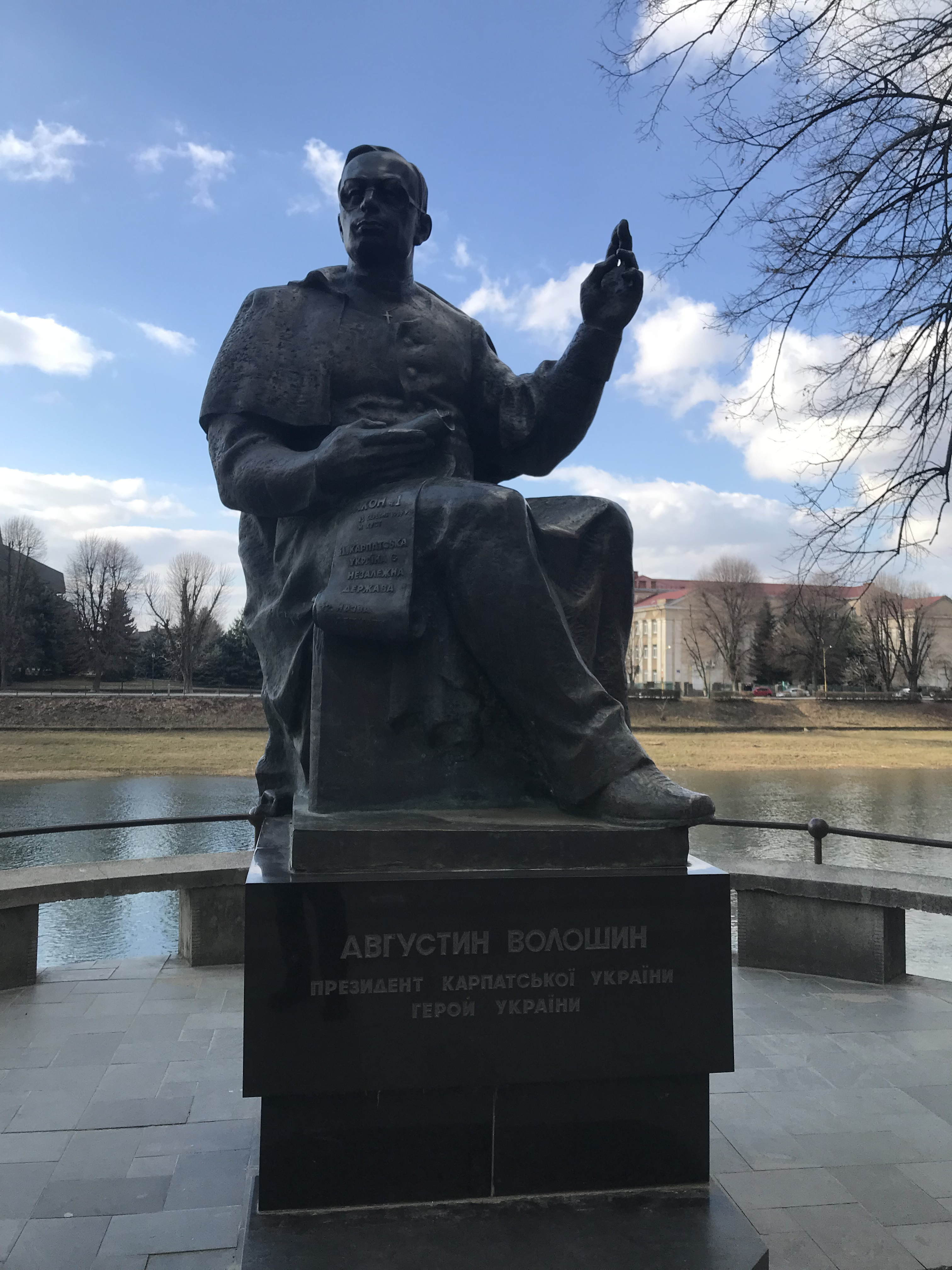
Statua a Užhorod

Nel 2002 per decreto del presidente ucraino Leonid Kučma Avgustin Vološin è stato proclamato eroe dell'Ucraina e gli è stato conferito l'Ordine di Stato postumo.
A lui è dedicato un museo-memoriale nel castello di Užhorod, che raccoglie i mobili del suo studio, cimeli, fotografie, documenti e le opere scritte da Vološin.

## Attività scientifica e di divulgazione
Dal 1903 al 1918 fu redattore della rivista scientifica rutena del Regno d'Ungheria «Наука» ("Scienza"); nel periodo cecoslovacco, dal 1920 al 1938 diede vita al settimanale «Свобода» ("Libertà").
Fu anche redattore del giornale della Chiesa greco-cattolica rutena «Благовісник» dal 1922 al 1938. Fu iniziatore in Rutenia del sodalizio culturale ucraino «Просвіта» (1919) e della Lega degli insegnanti «Учительської громади» (1929), che guidò fino all'occupazione ungherese del marzo del 1939.
Scrisse diverse grammatiche della lingua rutena: la prima, edita nel 1901, porta il titolo di «Методическая грамматика угро-русского литературного языка для народныхъ школъ» ("Grammatica metodica della lingua letteraria ugro-russa ad uso delle scuole popolari"), eseguita nel 1919 da «Методическая грамматика карпато-русского языка для народныхъ школъ» ("Grammatica metodica della lingua carpato-russa ad uso delle scuole popolari"). Una terza edizione del 1923 porta il titolo «Методична граматика карпато-руського языка для низших клас народных школ» ("Grammatica metodica della lingua carpato-rutena ad uso delle classi inferiori delle scuole popolari").
Un'altra grammatica rutena fu edita a Užhorod nel 1907 in ungherese.

## Galleria d'immagini

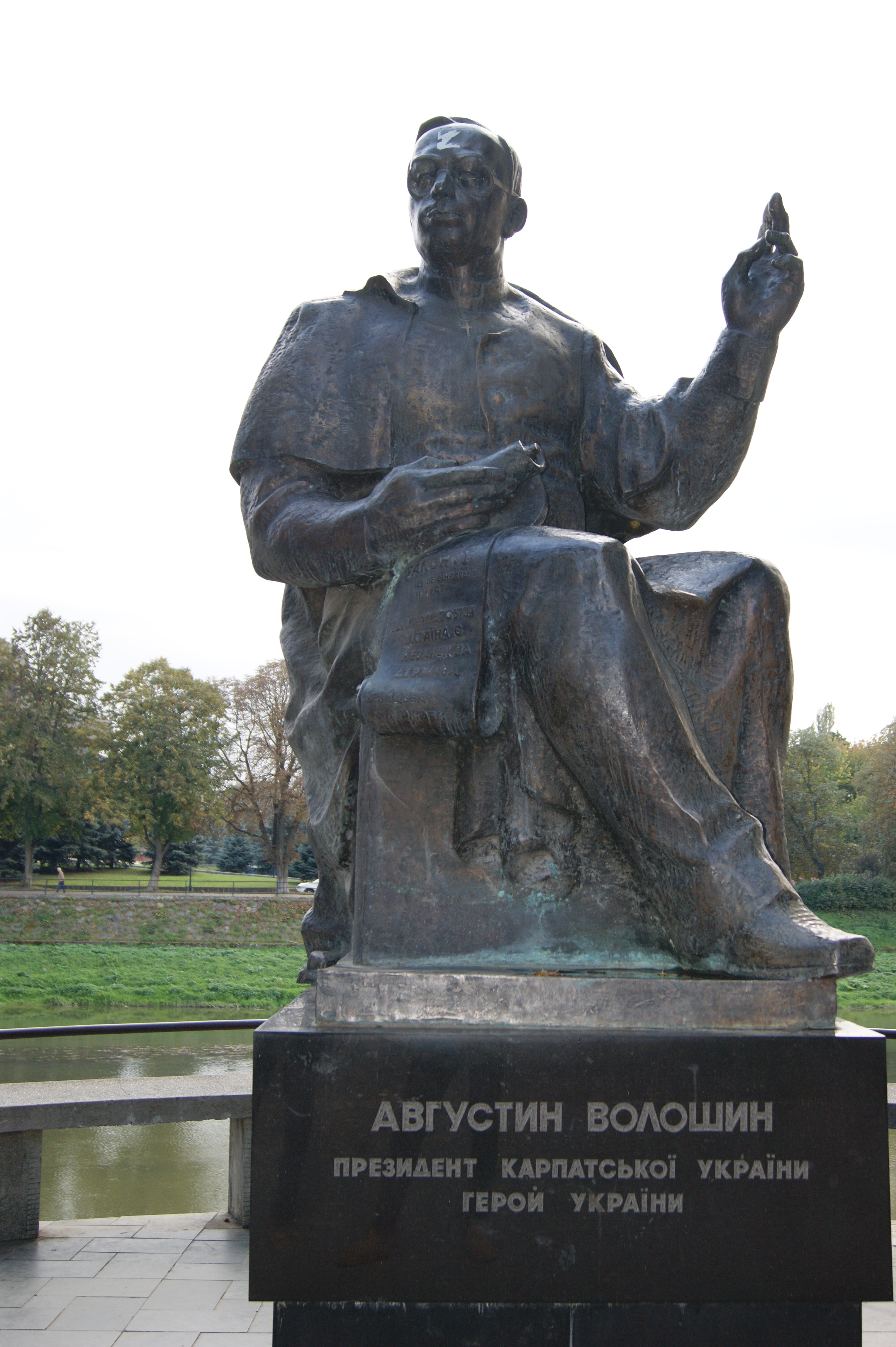
Monumento ad Avgustin Vološin a Užhorod
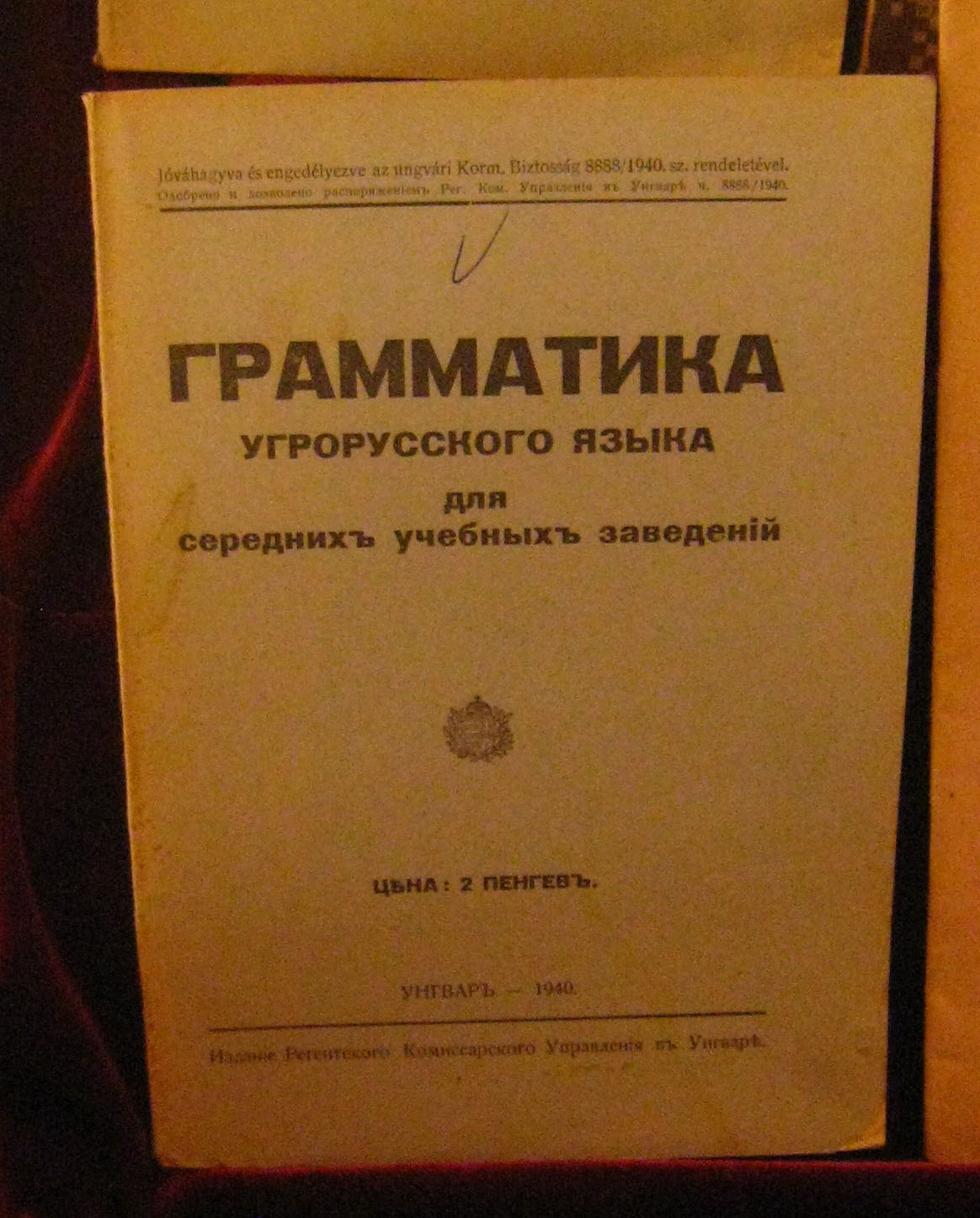
Frontespizio di Hrammatika Uhrorusskoho Jazyka dlja Serednych' Učebnych' Zavedenij, Ungvar', 1940
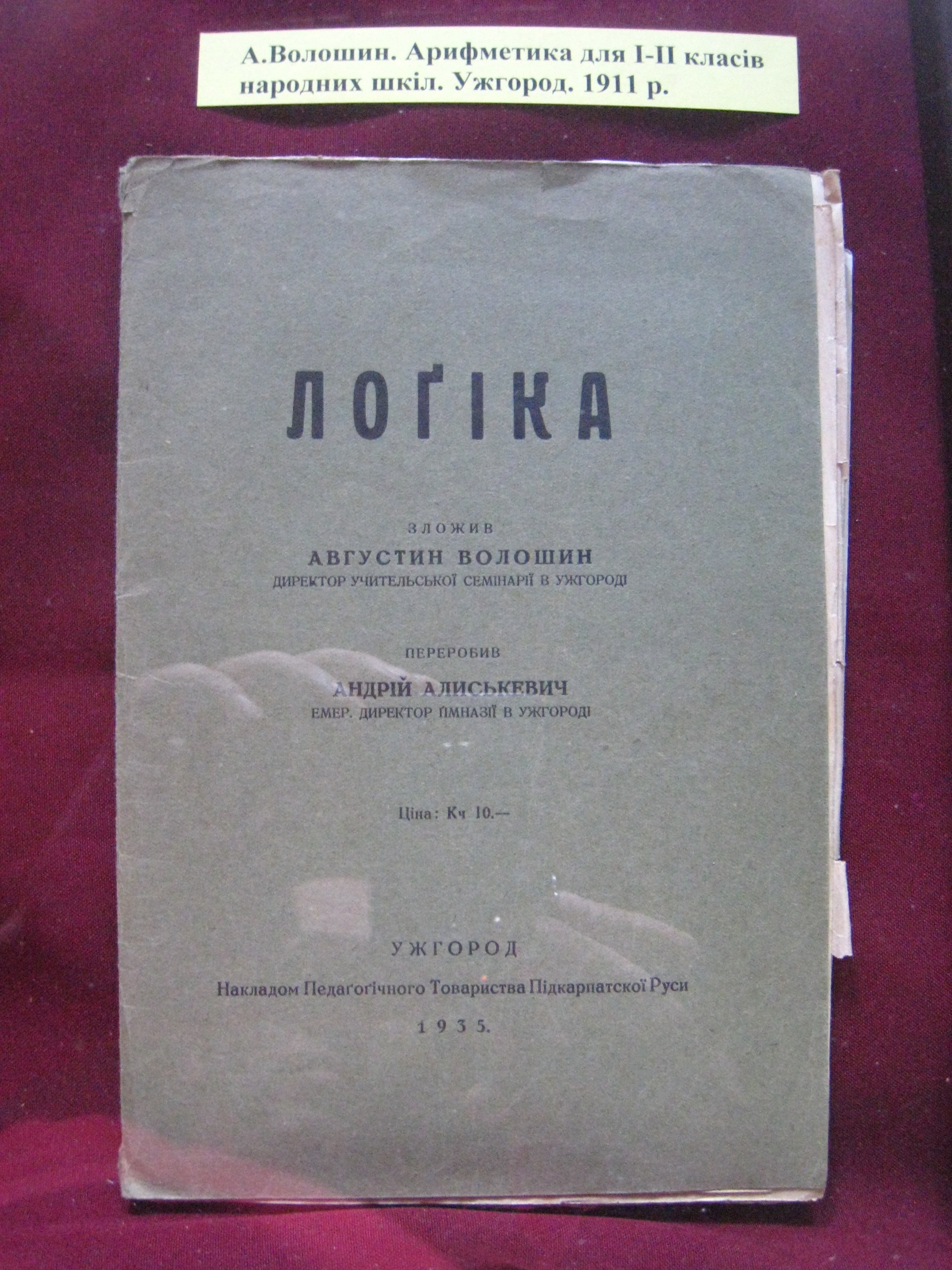
Frontespizio di Logika, Užhorod, 1935
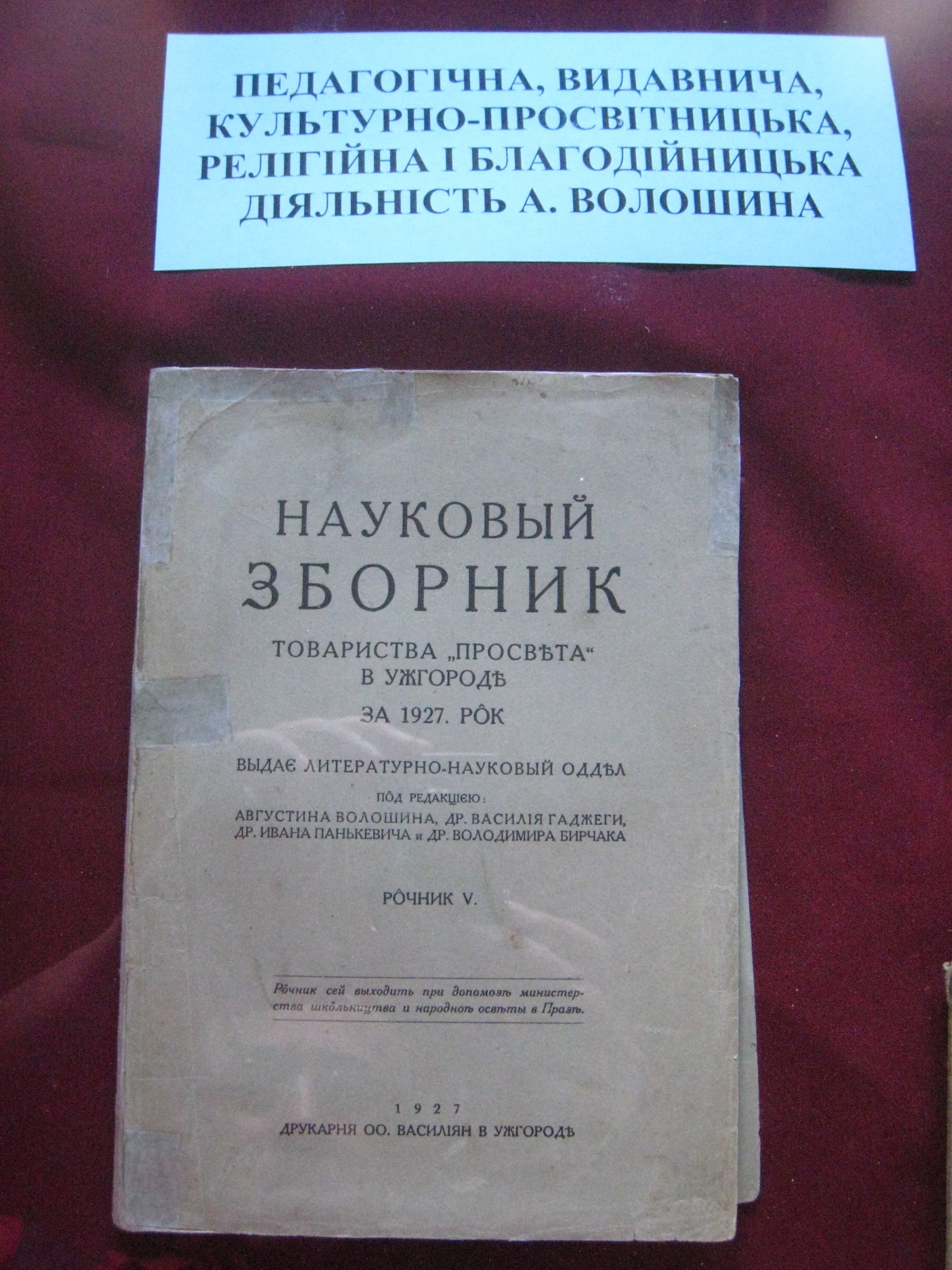
Frontespizio di Naukovyj Zbornik, Užhorod, 1927
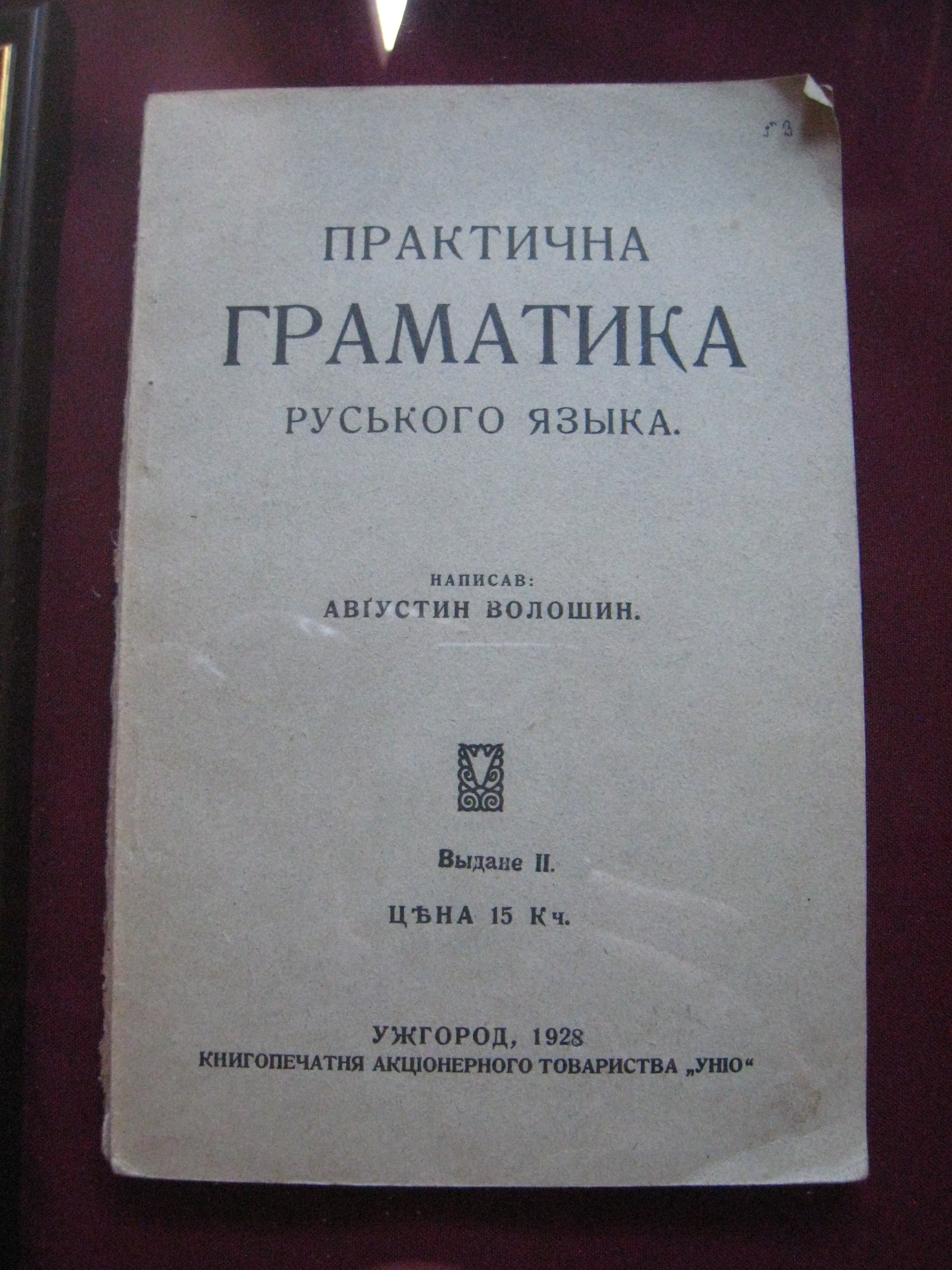
Frontespizio di Praktična Hramatika Rus'koho Jazyka', Užhorod, 1928
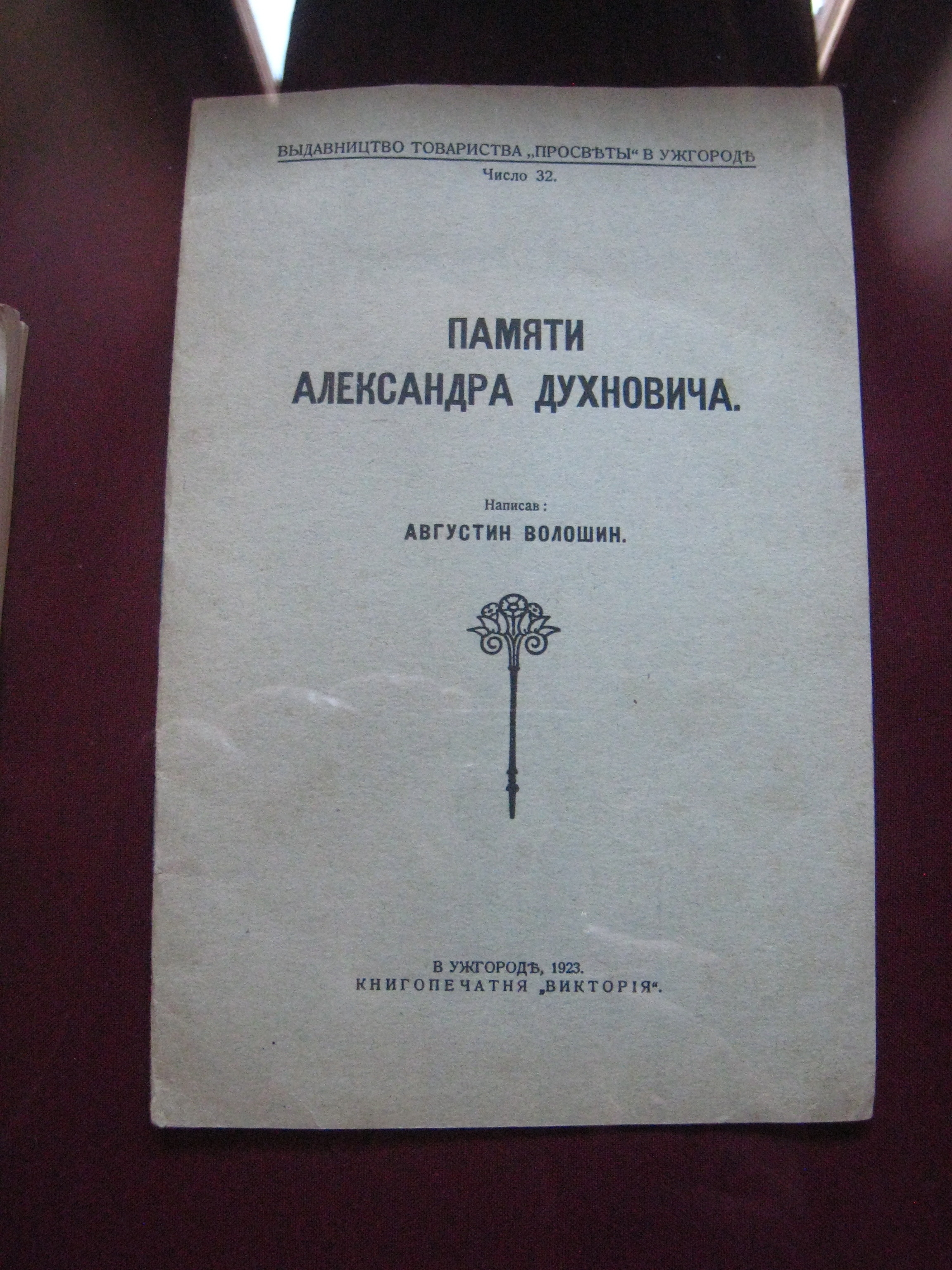
Frontespizio di Pamjaty Aleksandra Duchnoviča ("Memorie di Alexander Duchnovič), Užhorod, 1923
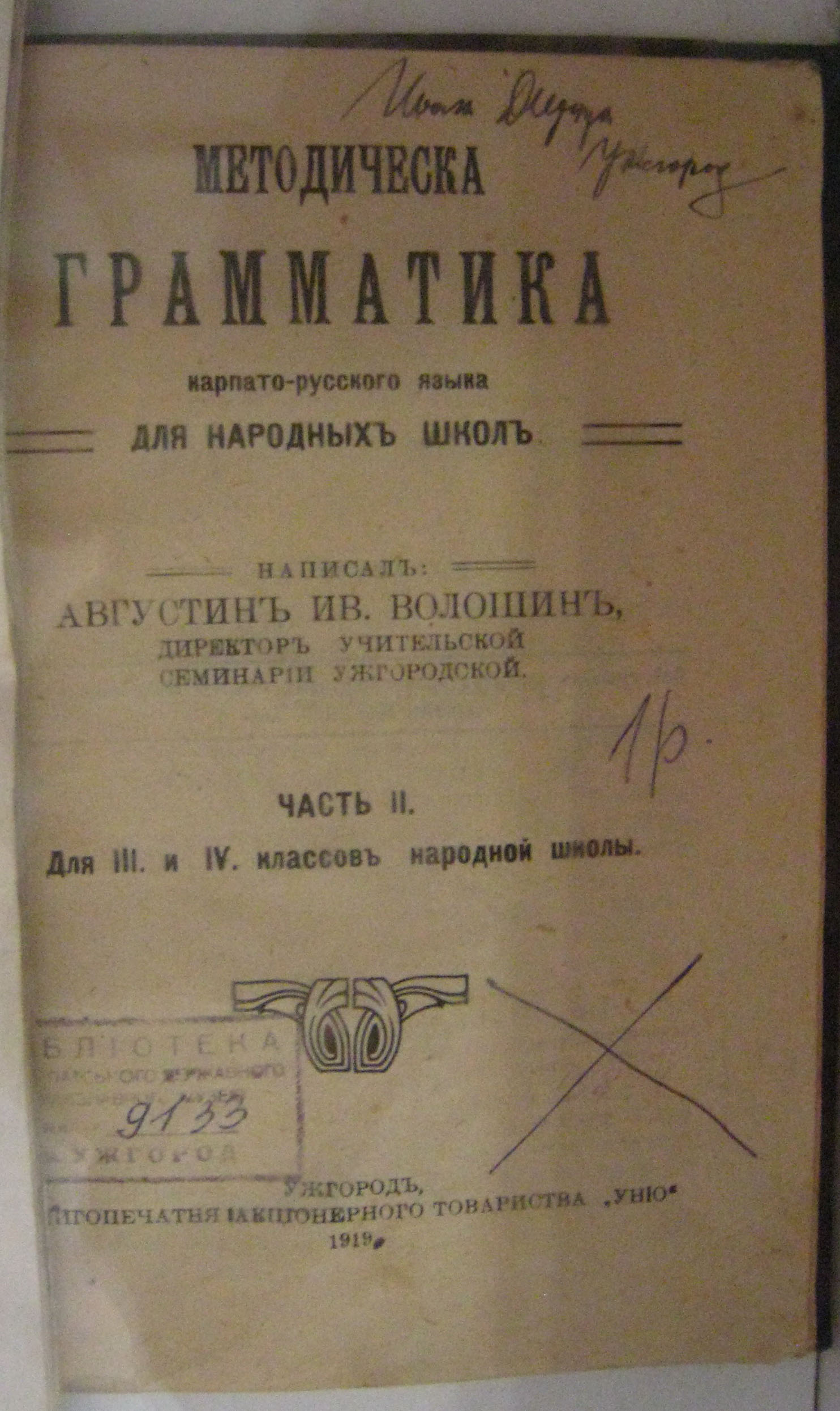
Frontespizio di Metodičeska Hrammatika Karpato-Russkoho Jazyka dlja Narodnych' Ŝkol', Užhorod, 1919
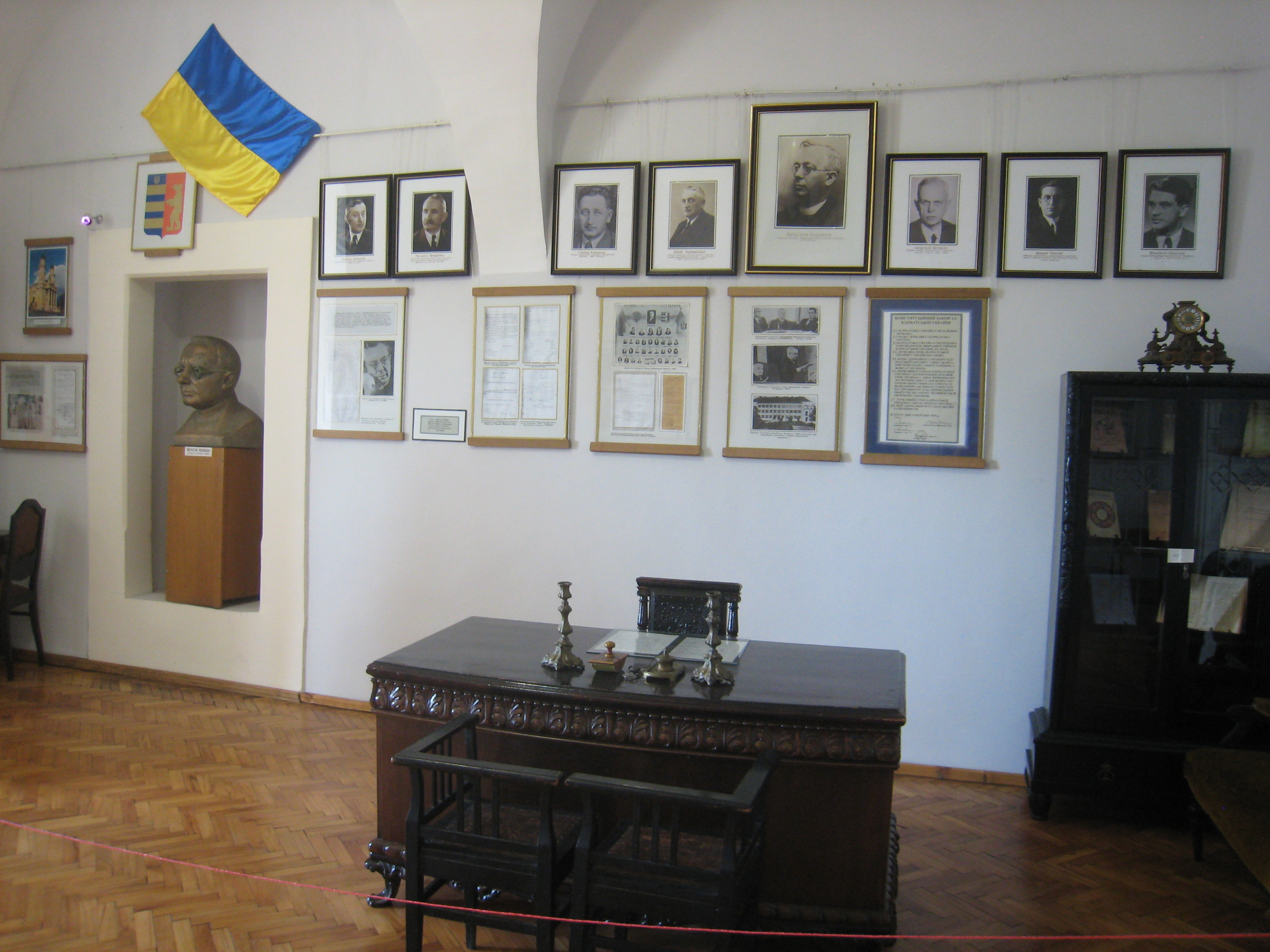
Scrittoio di Avgustin Vološin custodito nel castello di Užhorod